# Wjatscheslaw Wladimirowitsch Gladkow

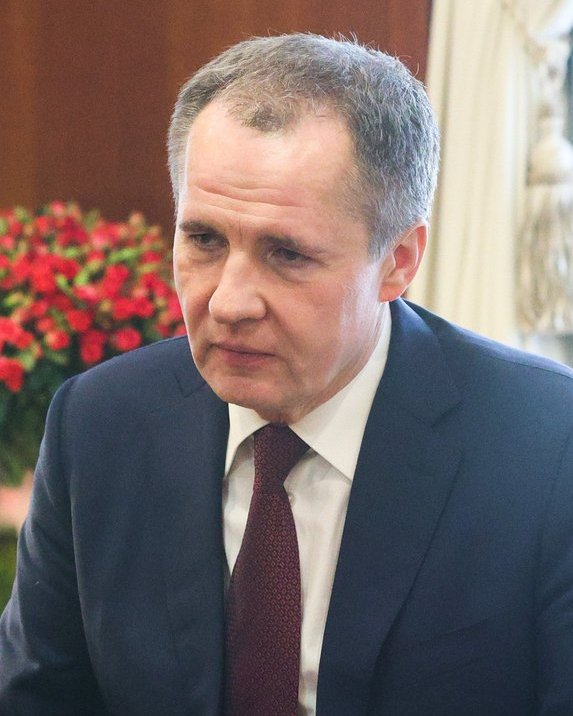
Wjatscheslaw Gladkow (2024)

Wjatscheslaw Wladimirowitsch Gladkow (russisch Вячеслав Владимирович Гладков; * 15. Januar 1969 in Kutschki, Oblast Pensa, Sowjetunion) ist ein russischer Staatsmann und seit dem 27. September 2021 Gouverneur der Oblast Belgorod.

## Leben
Wjatscheslaw Gladkow schloss 1996 sein Studium der Wirtschaftswissenschaften an der Staatlichen Universität für Wirtschaft und Finanzen Sankt Petersburg ab.
2012 war er Kandidat der Wirtschaftswissenschaften an der Staatlichen Erdöltechnischen Universität Grosny. Am 30. Oktober 2008 trat er der Partei Einiges Russland bei.

## Auszeichnungen
- Medaille „Für Verdienste um die Entwicklung des Wohnungsbaus und der kommunalen Dienstleistungen in Russland“ (2003)
- Medaille „Festigung der Waffenbrüderschaft“
- weitere Medaillen